# 구미여자고등학교
구미여자고등학교(龜尾女子高等學校)는 대한민국 경상북도 구미시 도량동에 있는 공립 고등학교이다.

## 학교 연혁
- 1979년 11월 21일 : 구미고등학교(남녀공학) 설립인가
- 1981년 3월 1일 : 구미여자고등학교 분리 개교
- 1995년 2월 17일 : 교사 신축 이전
- 1995년 12월 27일 : 생활관(백합당1동) 완공
- 2000년 4월 18일 : 강당(백합관) 준공
- 2011년 9월 1일 : 생활관(백합당2동) 준공
- 2016년 5월 2일 : 교육부 선정 과학중점학교 지정
- 2019년 3월 1일 : 교육부 지정 진로교육 연구학교 운영(2년)
- 2019년 12월 23일 : 2020년 고교학점제 선도학교 선정
- 2022년 2월 28일 : 고교학점제 공간조성사업 완료
- 2022년 3월 1일 : 제19대 교장 강재동 취임
- 2023년 2월 7일 : 제41회 졸업식(244명, 누계 13,470명)
- 2023년 3월 2일 : 2023학년도 신입생 입학(251명)

## 참고 자료
- 구미여자고등학교 - 한국교육학술정보원 학교알리미